# ジャガー (自動車)

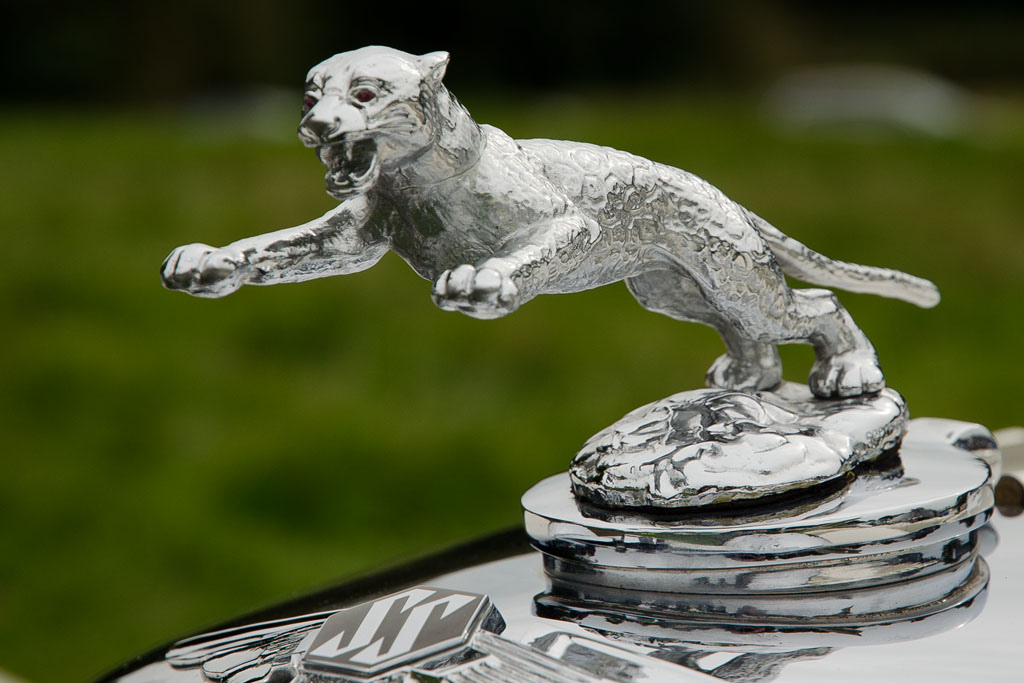
動物のジャガーを模したSS・ジャガー100のフードクレストマーク

ジャガー（英: Jaguar）は、イギリスの高級車メーカーである、ジャガーランドローバーが保有するブランドである。以前存在した、ジャガー カーズは2013年1月1日にランドローバーと合併し、ジャガーランドローバー・リミテッドが設立されるまでの製造会社だった。

## 歴史

### 設立
ウィリアム・ライオンズ（1901年 - 1985年）と、ライオンズの友人であるウィリアム・ウォームズレイ（1892年 - 1961年）により、「スワロー・サイドカー・カンパニー」が1922年に設立された。
会社は社名の通りサイドカーの製造で事業を拡大し、1926年には工場を移転して自動車のボディ修理も手がけた。ここから自動車のボディ製造（コーチワーク）も手がけるようになり、自動車メーカーへの転身を図ることになった。その上で、まずは自動車全体を一から造るのではなく、コーチビルダーとしてボディ（車体）を手がけることからその道を目指した。

### 「スワロー」時代

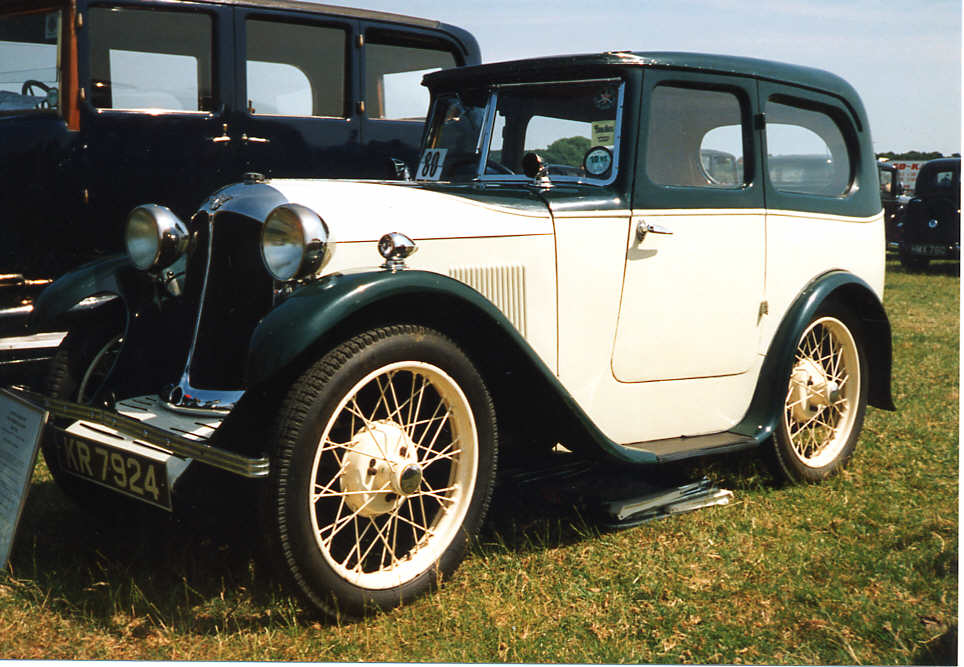
オースチン・セブン・スワロー・サルーン

1927年に、当時のイギリスにおけるベストセラー大衆車であるオースチン・セブンのシャシに、ライオンズ自身がデザインした高級感のあるアルミ製ボディを換装したモデル「オースチン・セブン・スワロー」を発表した。この車は2人乗りのロードスターに始まり、サルーンも追加され、特にサルーンには特別な塗色として「デュオ・トーン」（= ツートーン。写真参照）まで用意された。これは張り出したフェンダー部分とボディサイド・ルーフを塗り分ける手法だが、当時は一部の限られた高級車でのみ行なわれており、量産自動車での採用はスワローが初である。
ライオンズは、サイドカー製造の経験から「美しい物は売れる」という思想を持っており、元の車両より値段が高くなっても、デザインが美しければそれを求める顧客は必ず存在すると考えていた。その狙いは的中し、オースチン・セブン・スワローは1932年までに約2,500台（うち3分の2がサルーン）を生産するヒット車種になった。
会社は1928年に社名を「スワロー・コーチビルディング・カンパニー」と変更するとともにコヴェントリーへ移転し、複数のメーカーからベースとなる車種を調達して新たなボディを架装、また内装も本革やファブリックを使い豪華に仕立て直すようになった。

### 「SSカーズ」時代

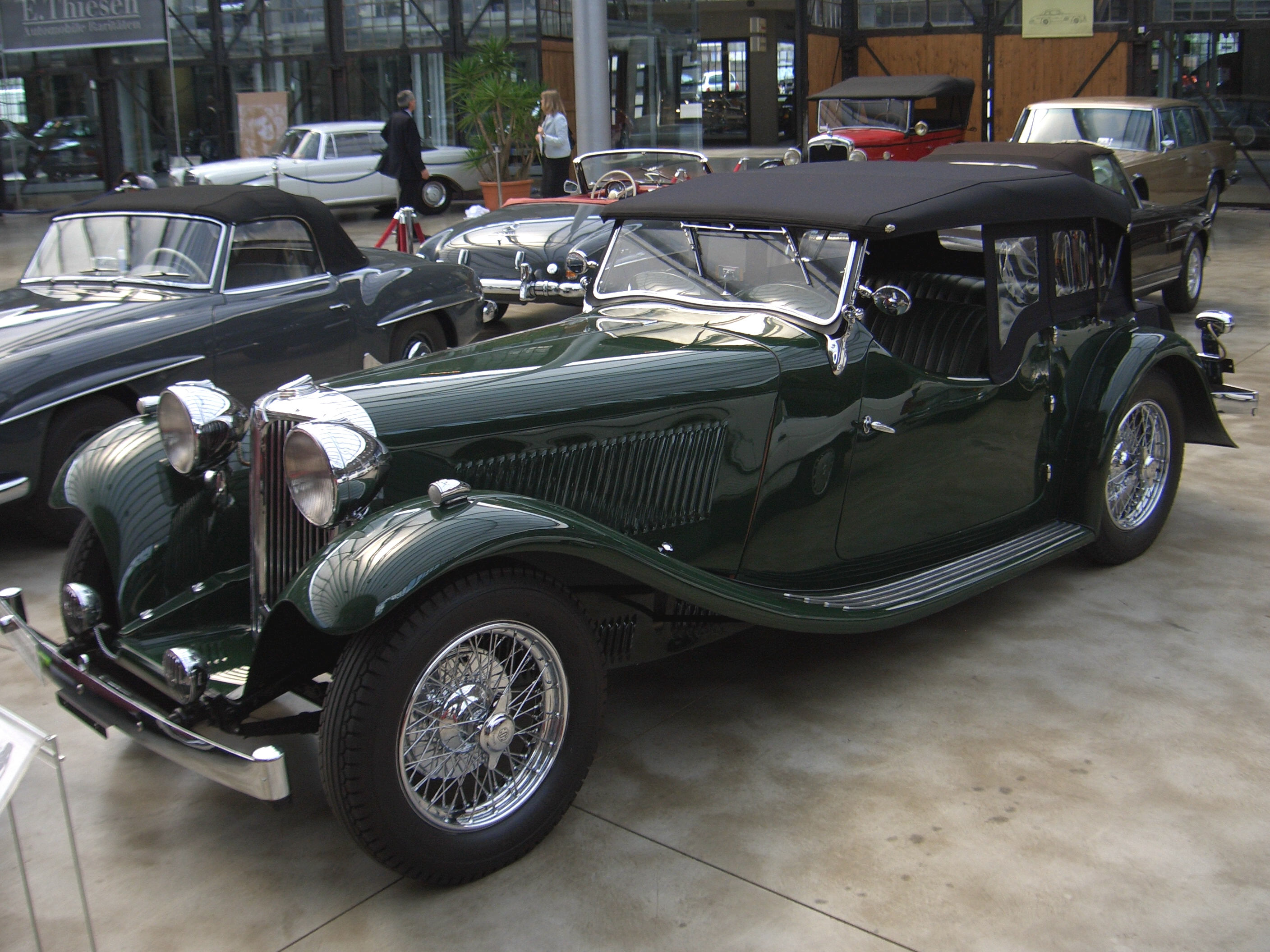
SS 1

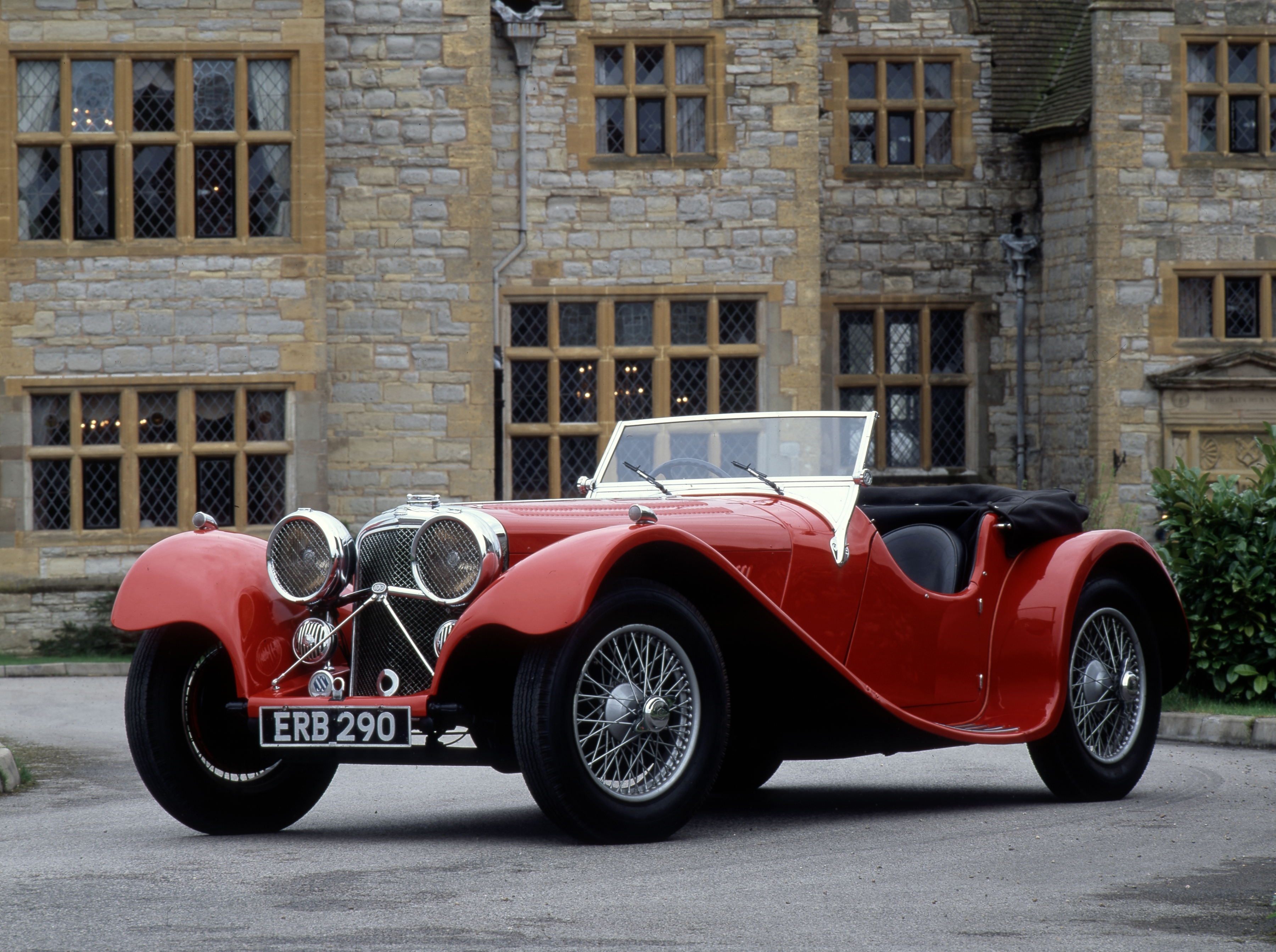
SS・ジャガー100

さらに1933年には、専用設計のシャシーを持つ「SS 1」と「SS 2」を発売しヒットさせ「SSカーズ」と社名を変更した。なお、「SS」の由来については諸説あるものの明らかになっていない。
これらのモデルは、同じイギリスの高級車で上のクラスに属するベントレーをも思わせる見栄えの良い外見と豪華な内装を備え、不況下でも大いに売れたが、エンジンは量産車メーカー・スタンダード製の実用エンジンで性能も凡庸であり、自動車専門家やカーマニア層からは「見かけ倒しのまがい物」と侮られていた。
その世評を打開するため、1935年には、ボディだけでなくエンジンとシャシを含む全てを専用設計としたモデルを開発することに成功した。この新型車には今までと区別する意味から「ジャガー」という車名を新たに付け、「SS・ジャガー2½」として発表、続いて大排気量エンジンを積んだスポーツモデる「SS・ジャガー90」「SS・ジャガー100」を相次いで投入した。
これらの新しいジャガー各車は従前からの優れたスタイリングと豪奢な内装に加え、強化されたエンジンと量産効果によるコストダウン戦略の導入で、先発の高級車に劣らない高性能を遙かに安い価格で実現しており（当時、1,500ポンドのベントレーにも比肩する高性能なジャガーが400ポンド足らずで販売された）、高い人気を得た。この頃から、上級車製造を事業の中核に移していった。上位メーカーに劣らない内外装デザインや性能を、相対的に安価で顧客に提供するというこの手法は、現在まで続くジャガーの基本ポリシーの1つとなる。
21歳の若さでサイドカー製造メーカーを設立したライオンズは、わずか13年で会社を著名な高級車メーカーへと発展させることに成功した。なお相方のウォームズレイは、事業の拡大に反対し、SSカーズへの社名変更直前に会社経営から離脱している。
1939年9月に勃発した第二次世界大戦時には、戦時体制下において乗用車の生産は縮小せざるを得なかったが、軍用車両の委託生産などを行うことで糊口をしのいだ。なお、同大戦において工業都市でもあるコヴェントリーは敵国のドイツ空軍から最も集中的に空襲を受けた都市であり、SSカーズの工場も1940年と1941年の爆撃により甚大な被害を被った。

### 「ジャガー」時代

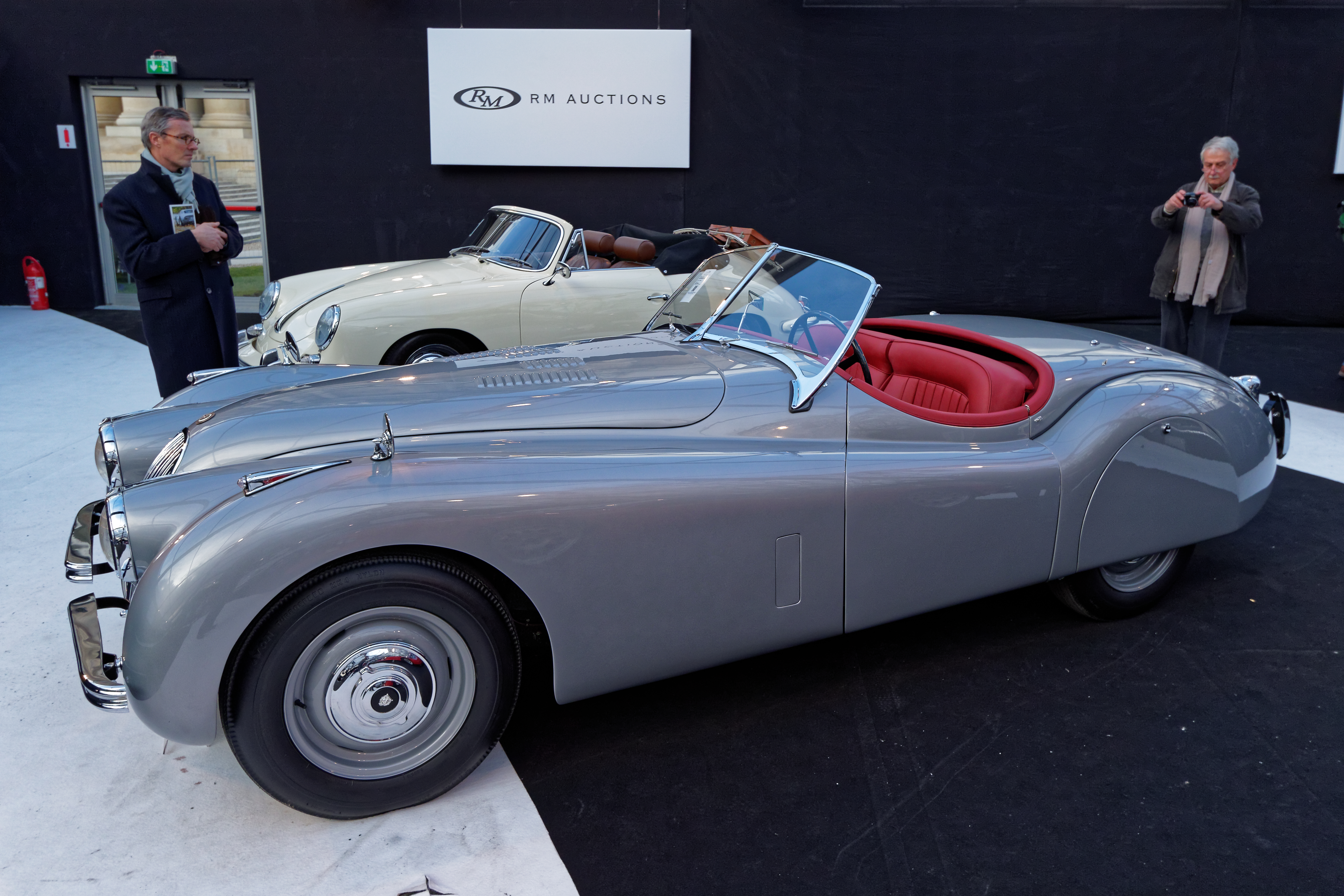
XK120

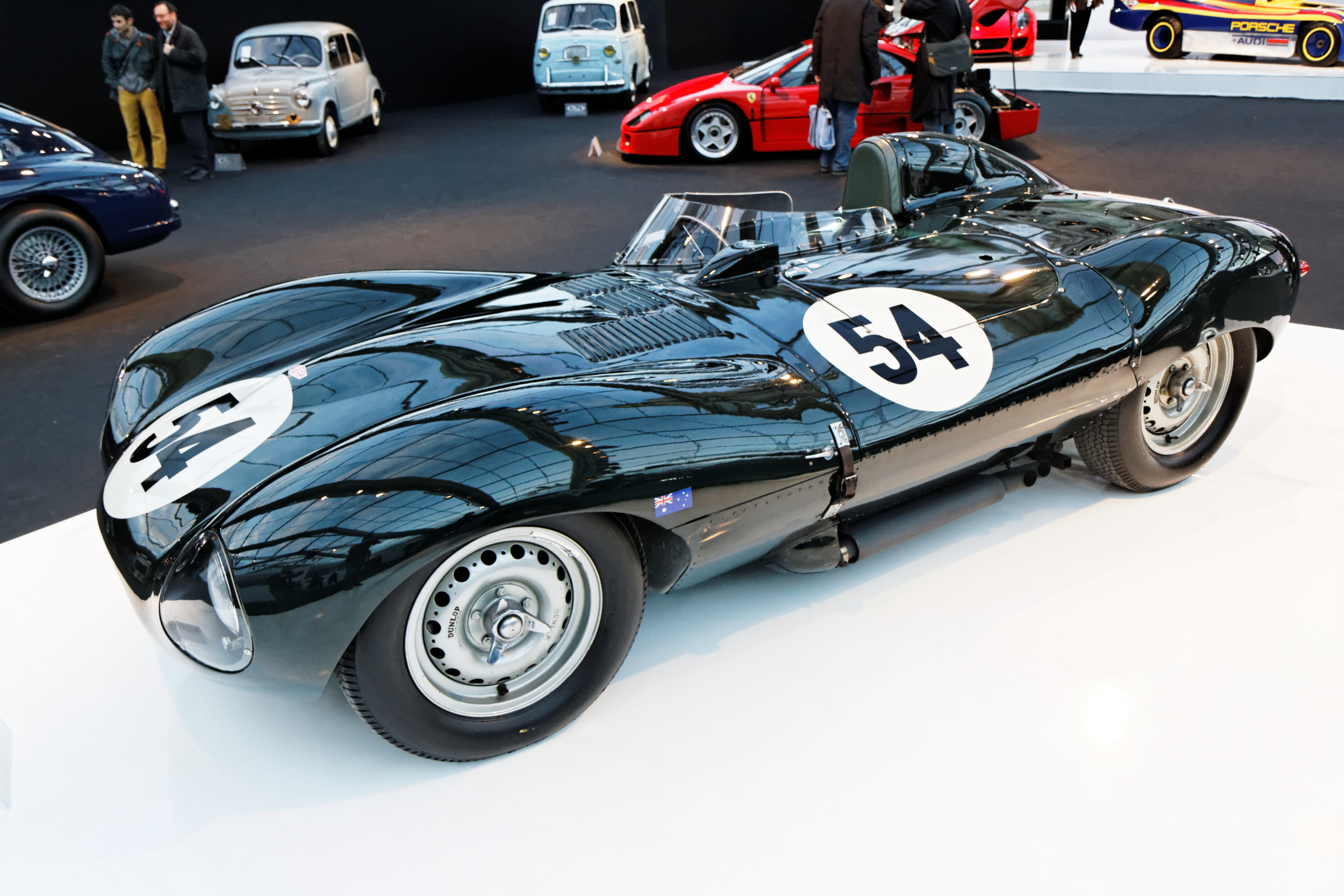
Dタイプ

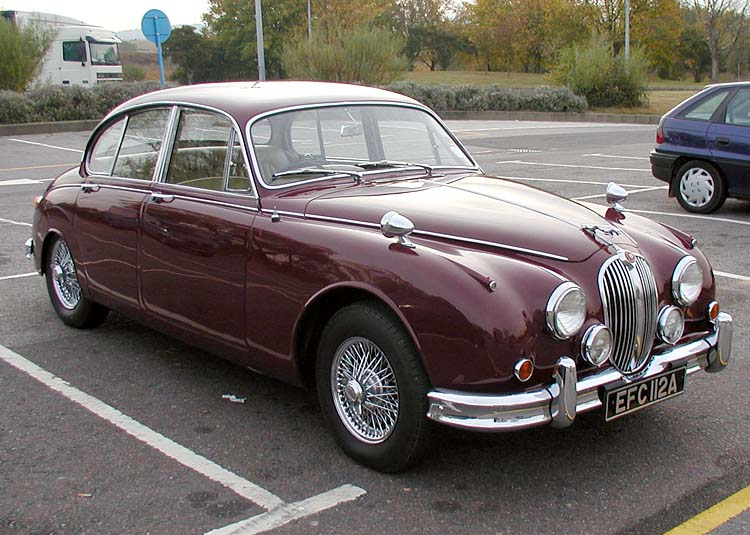
マーク2 3.4

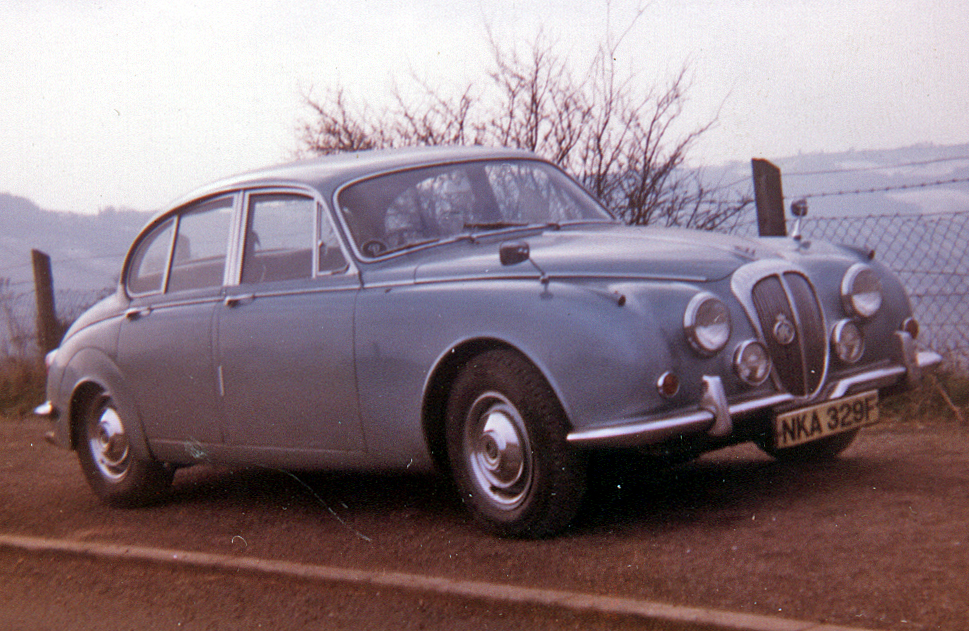
デイムラーV8 250

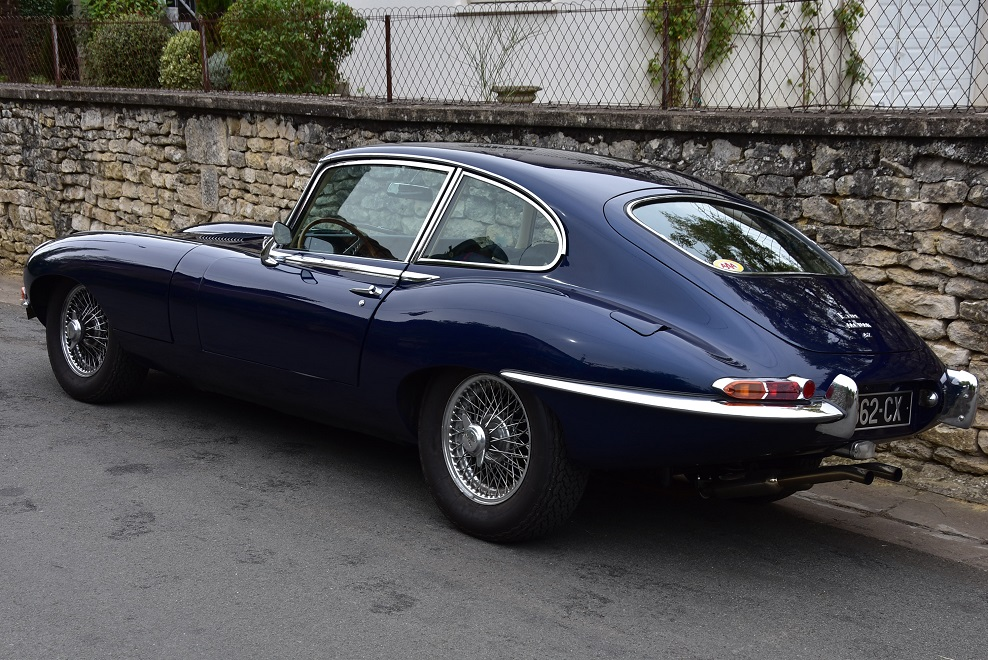
E-Type 4.2

社名の「SSカーズ」そしてブランド名の「SSジャガー」は、かつての敵国ドイツ・ナチ親衛隊の略称「SS」と重なり、その好ましくないイメージを想起させるため、1945年に変更された。社名は「ジャガー・カーズ」、ブランド名は「ジャガー」となった。
1948年に発表された戦後型スポーツカーのXK120は、その流麗なスタイリングと高性能、また同程度の性能を持つアストンマーティンやベントレーと比べて圧倒的に安価だったことから大人気となり、高級車ブランドとしてのイメージを決定付ける重要なモデルとなった。
XK120はその多くが、第二次世界大戦後の好景気下にあったアメリカ合衆国向けに輸出され、多大な商業的成功を収め、続いて発展型のXK140やXK150も送り出され、戦災の復興下にあったイギリスの外貨獲得に大いに貢献した。
また、1950年代にはレーシングカー開発に乗り出し、自動車史上初めての4輪ディスクブレーキを備えたCタイプとDタイプを耐久レースに投入した。
特にル・マン24時間レースではイタリアのフェラーリやマセラティ、ドイツのメルセデス・ベンツやポルシェなどのライバルを圧倒し3連覇を果たすなど、モータースポーツでの活躍を重ね、名声を確固たるものにしていった。なおこれらのモータースポーツでの活躍は2000年代まで続くことになる。
さらにXKシリーズや大型サルーンに止まらず、1950年代後期以降はスモールサルーンのマーク2、全輪独立懸架のスポーツカー・Eタイプなどの高性能車を市場に送り出し、世界最大の自動車市場であるアメリカ合衆国での販路を拡大する。ジャガーはアメリカ市場で成功し、イギリスの外貨獲得に大きく貢献することになる。1956年、ウィリアム・ライオンズはイギリス王室より「ナイト」の称号を授かる。

### デイムラー買収
1960年に、ジャガーは高級車メーカーのデイムラーを340万ポンドで買収する。当時のジャガーはマーク2の販売好調により工場を拡大する必要に迫られており、ジャガーは同じコヴェントリーのデイムラーを傘下に収めることでそれを実現した。
ブランド自体は残されたものの、その後のデイムラーの主な車種はジャガーのバッジエンジニアリングモデルで占められるようになるが、フロントグリル上端に細かい波型模様が付けられた「フルーテッド・グリル」は、デイムラーの特徴として残ることになる。

### 冬の時代

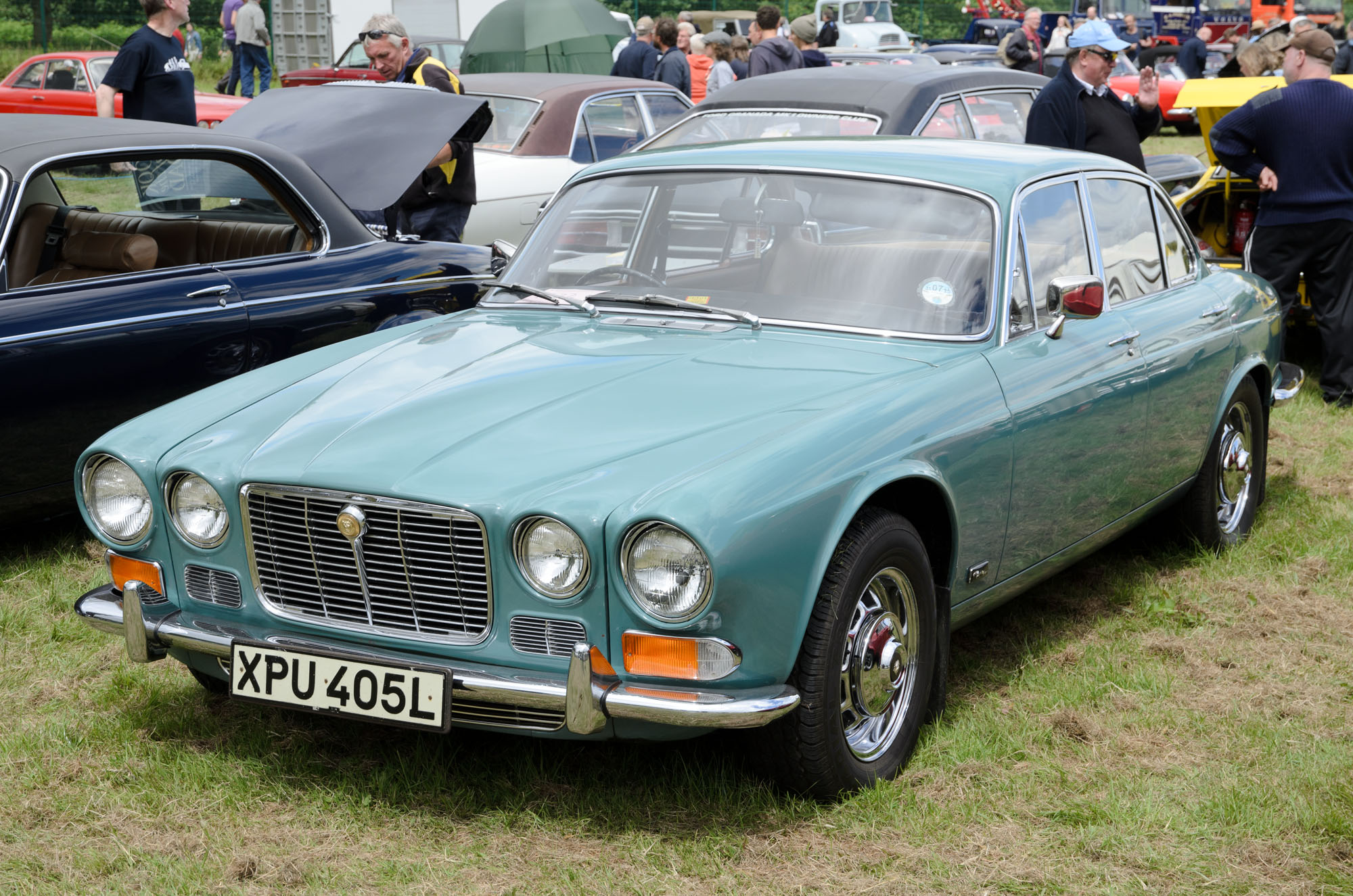
XJ6（シリーズ1）

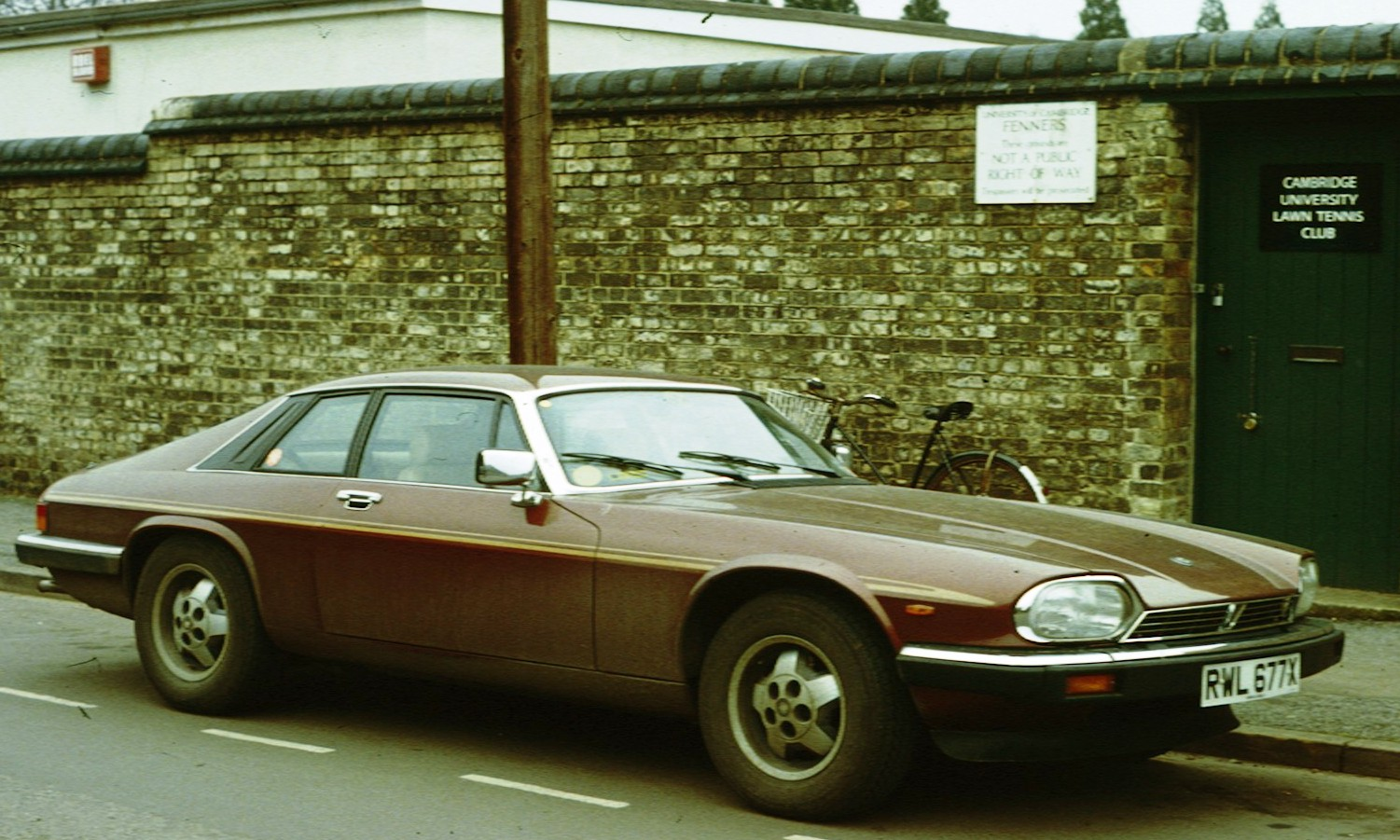
XJS

その後ジャガーは順調な経営を続けたものの、1966年7月に、イギリス最大の民族資本系自動車会社グループである「ブリティッシュ・モーター・コーポレーション」（BMC）との合併を行い「ブリティッシュ・モーター・ホールディングス」（BMH）を結成した。この突然の決定は、企業体制をさらに強固にするためのライオンズ自身による意思であるとされている。
しかし、1968年にはBMH主要モデルの販売不振から、BMH自体が経営不振に陥ることになる。事態を重く見たイギリス政府は、もう一つの民族資本系グループである「レイランド・モーター・カンパニー」との統合を決め「ブリティッシュ・レイランド・モーター・コーポレーション（BLMC）」として参集させた。
そのような背景のなか、ジャガーは同年1968年にスモールサルーンの後継モデルとなるXJを投入した。しかし、本来は高級車メーカーであるはずのジャガーは、作業員のレベル自体がBLMCの平均に下げられることになり、またこの時代のイギリスで多発した労働運動の激化により著しい品質低下に陥り、販売台数も大幅に減少した。また古参社員の引退が相次ぎ、ライオンズも1972年に経営の座から退いた。
加えてオイルショックの影響も受け、世界的に自動車の販売自体が激減する。BLMCは深刻な打撃を受け、5千万ポンドもの借入金を抱える有様となり、遂に1975年8月に国営化されブリティッシュ・レイランド（BL）となる。
同年にEタイプの後継としてXJSを投入したものの、品質の低さやデザインが市場に受けられず、さらにコンバーチブルモデルが無いこともあり販売は低迷を続けた。この頃のジャガーは「冬の時代」を歩み続けることになる。

### 復活

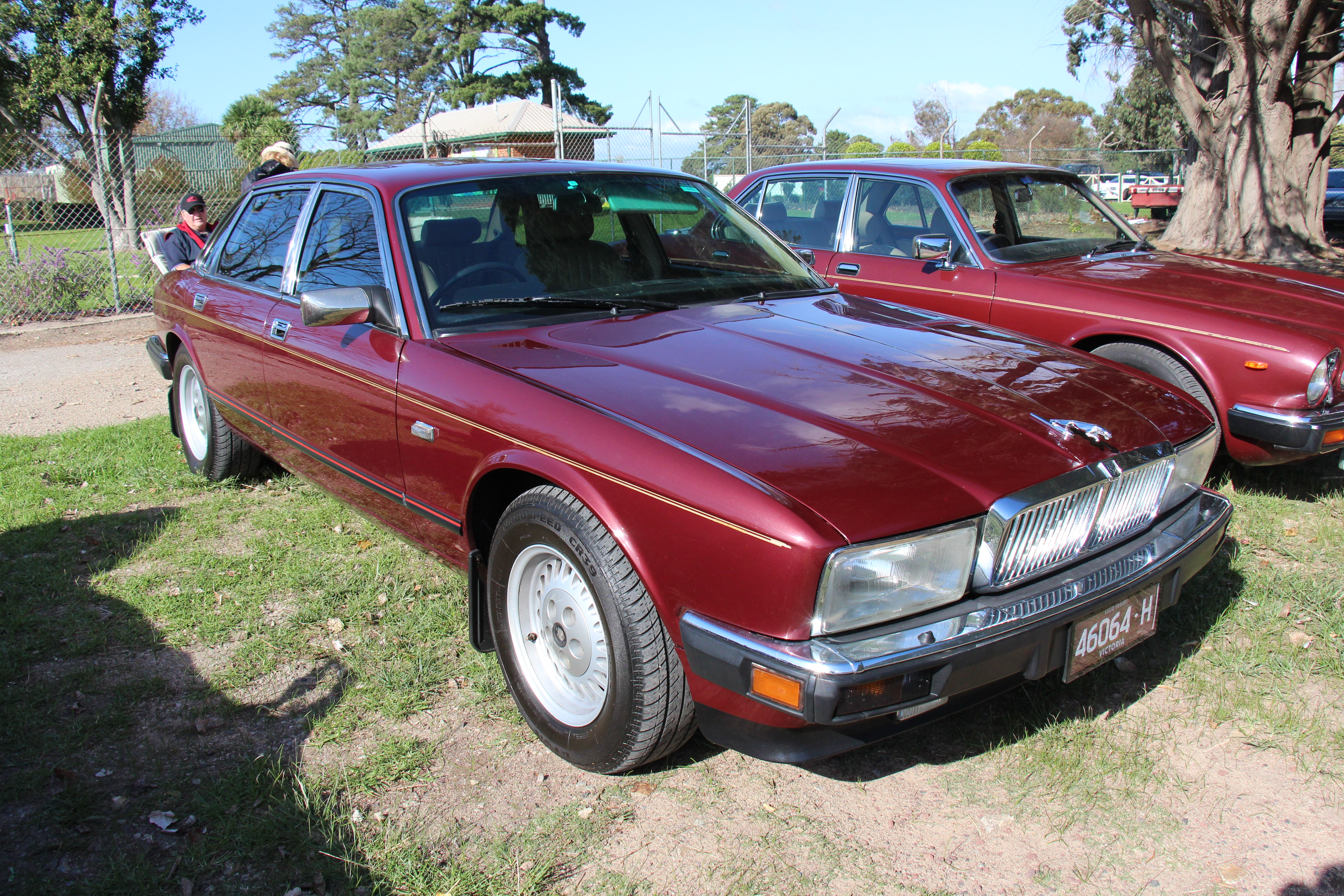
XJ6（XJ40）

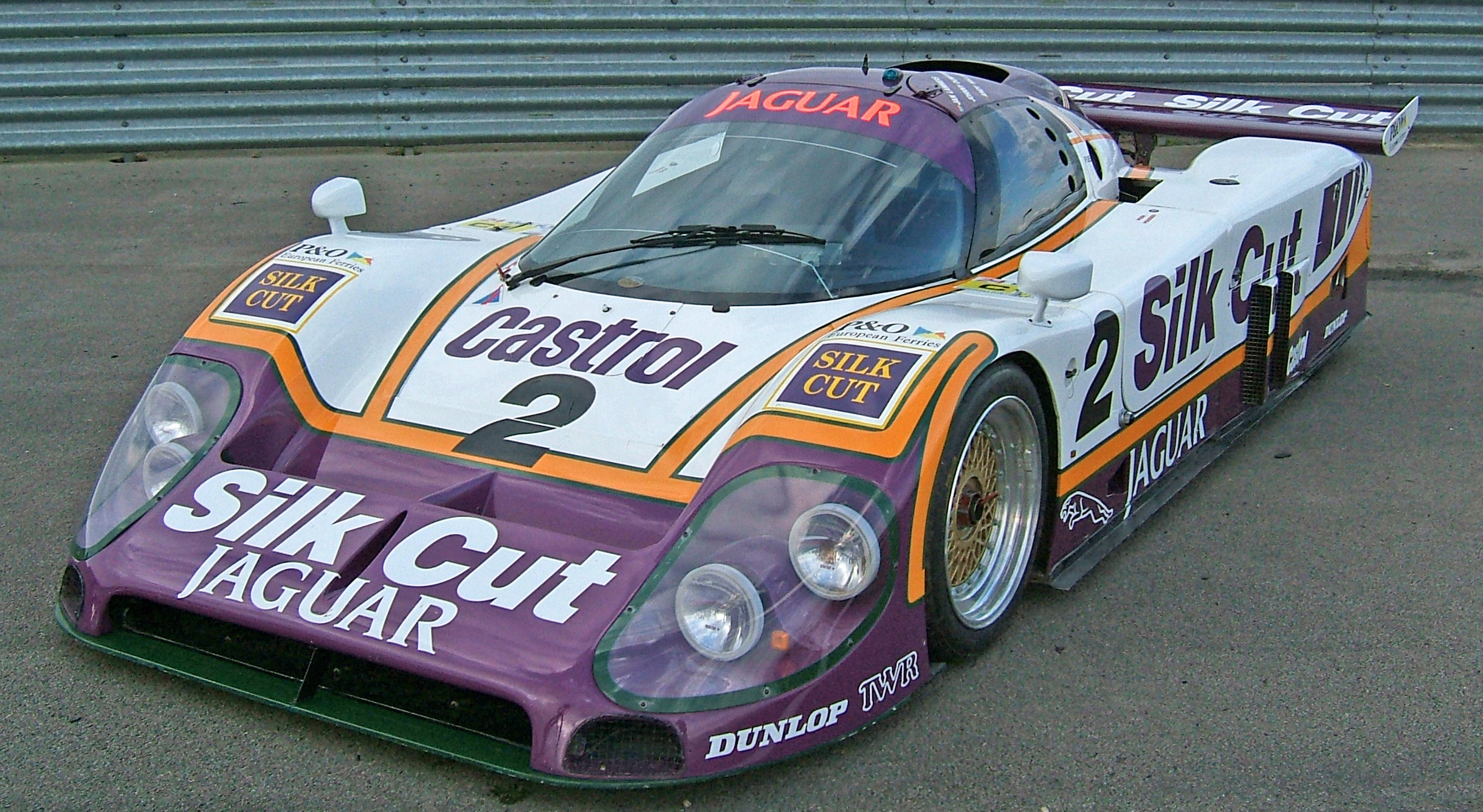
XJR-9

当時のイギリスで頻発していた労働争議の影響もあり、1979年にはジャガーの生産台数は5年前の半分以下（14,000台）に落ち込んでいた。この年、ジャガーは新たな経営トップとして社外からジョン・イーガンを招く。
イーガンは時代遅れで乱れた生産体制や経営の改革に着手し、作業員の意欲向上、ジャガー本体のみならず取引先メーカーから納入されたパーツ類への厳格な品質チェックの実施、経営側と社員側が品質向上のため直接話し合うという日本企業並みの品質管理（QC運動）、販売手法の刷新と顧客からのフィードバック反映、そして経営のリストラを推し進めた。この改革はすぐに結果となって表れ、ジャガーの品質は改善し生産台数も急回復した。
そしてその後の1984年、保守党のマーガレット・サッチャー首相による民営化政策によって、ジャガーは再び民営化された。抜本的な体質改善に成功したジャガーは、15年以上にわたりマイナーチェンジを繰り返しつつ作られていたものの、技術面や品質面だけでなく、生産効率にも劣るXJ6の世代交代を図り、1986年には完全な新設計となるXJ（XJ40）をデビューさせる。
また、1975年にEタイプの後継として投入されていたXJSも、XJ40のエンジンや電装系、内装デザインを取り入れた大幅なマイナーチェンジを行うなど技術面や信頼性の向上に努め、さらに1980年代後半にはフルコンバーチブルモデルを追加したことからアメリカ市場を中心に人気車種となった。
なおウィリアム・ライオンズは1985年に86歳で死去した。そのためXJ40はライオンズがチェックした最後のモデルとなった。ジャガーの立て直しに貢献したイーガンは、1986年に創業者のライオンズ同様に王室より「ナイト」の称号を授かる。
また、1985年からは世界耐久選手権（WEC）に参戦し、1986年にはXJR-8でシリーズチャンピオンを獲得、さらにXJR-9LMで31年ぶりに1988年のル・マン24時間レースに優勝し、かつての名声を取り戻すことに成功した。

### フォード傘下

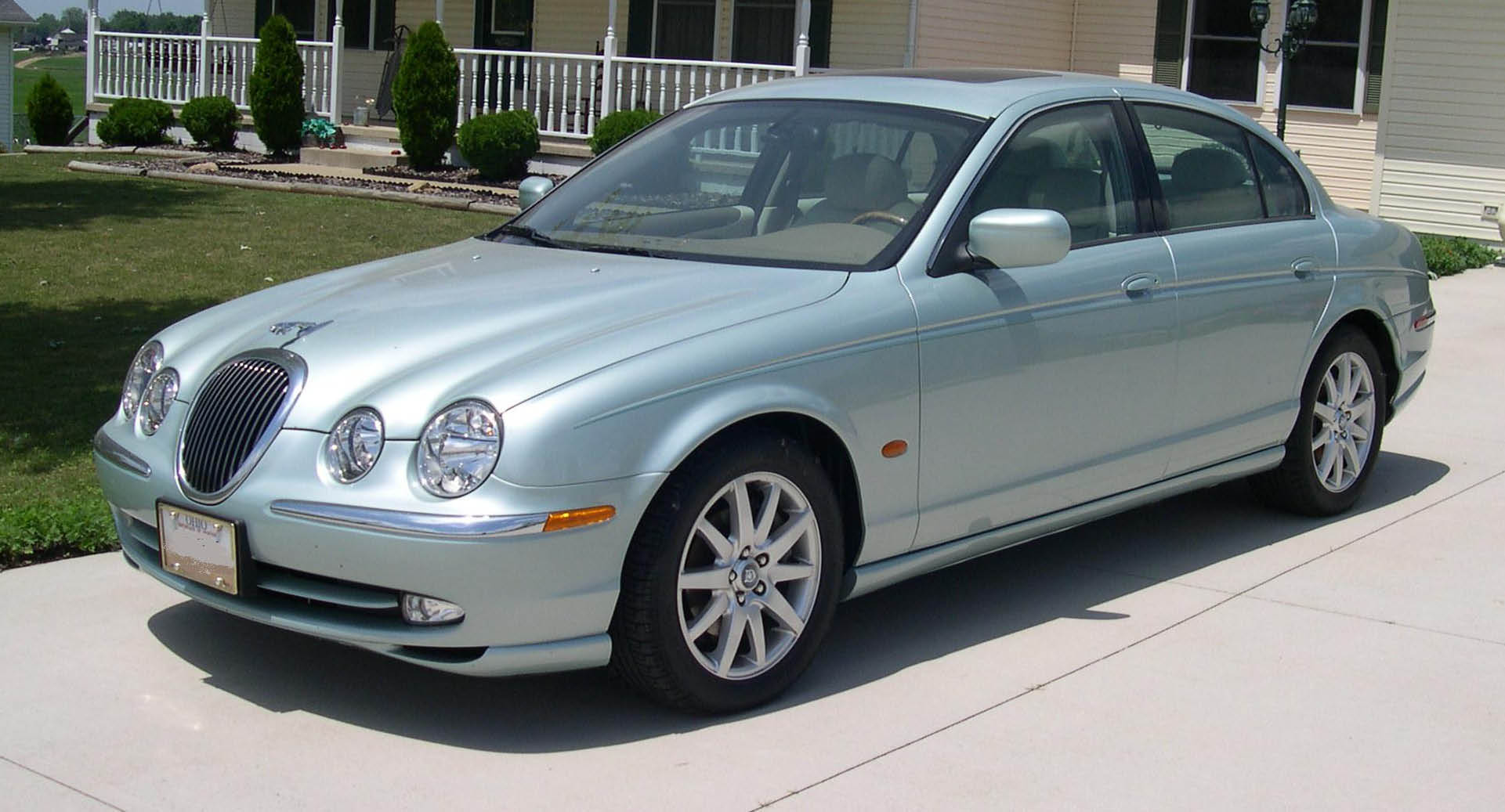
Sタイプ

その後1989年に、ブランドイメージを高く評価したフォードグループが、25億ドルでジャガーを買収し、フォードの傘下に入ることとなる。
その後ジャガーは、同時期に買収されたイギリスの高級車メーカーのランドローバーやアストンマーティンなどとともに、フォードグループの高級車部門「PAG」の一翼を担うこととなった。フォード傘下に入った後には、ランドローバーやアストンマーティンだけでなく、リンカーンやフォードとのコンポーネントやエンジン、パーツの共用を進めた。
1990年代には、かつての人気車種の名前を使ったミドルクラス・サルーンのSタイプや、初の小型車であるXタイプを市場に投入するなど、かつてない勢いでモデルレンジを拡大した。また、2000年からは「ジャガー・レーシング」の名でフォーミュラ1に参戦した。

### 現在

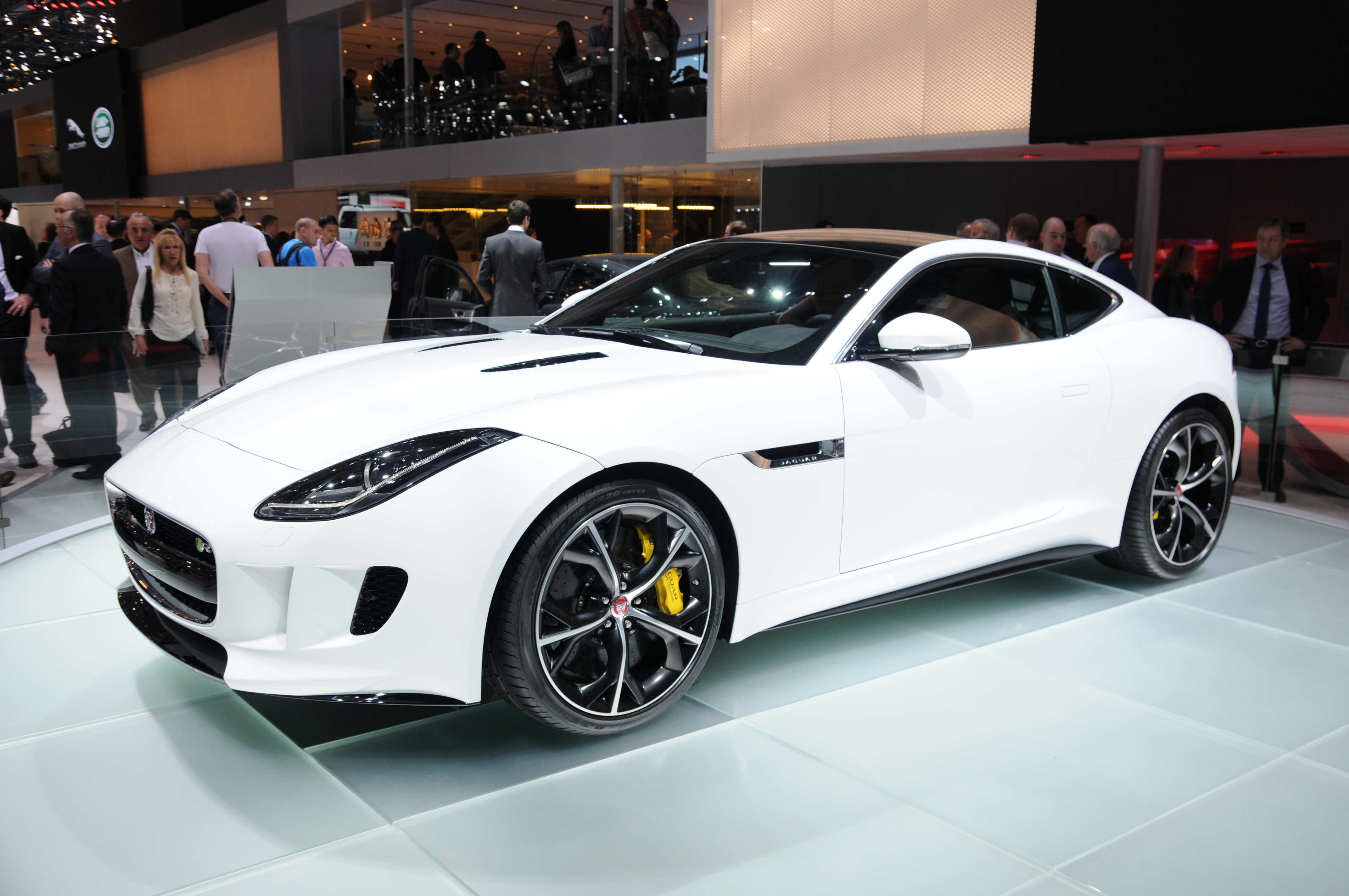
Fタイプ

2000年代後半、フォードグループは深刻な経営不振により、PAGに属するブランドを売却せざるを得ない状況に陥った。2008年3月26日、ジャガーはランドローバーと共にインドのタタ・モーターズに約23億ドルで売却された。
ジャガーとランドローバーは、イギリスでの製造と輸出、および海外市場での販売を⾏う個別のブランド法⼈として運営されてきたが、2013年1月1日、ジャガーカーズとランドローバーは経営統合され、ジャガーランドローバー・リミテッドに変更した。今後ジャガーランドローバー・リミテッドがイギリスでジャガーとランドローバーの両ブランドの製品の設計、製造、マーケティングを担当することになった。元の持株会社は、ジャガーランドローバー・オートモーティブ PLCに社名変更された。
ジャガーは、フォードからタタ・モーターズに売却された後も、フォードからダウンサイジングターボエンジンである「エコブースト」の供給を受けていたが、2014年より、完全自社設計・開発・製造の新世代モジュラーエンジン「INGENIUM（インジニウム）」に順次切り替えた。
2021年2月、新しいグローバル戦略「REIMAGINE」を発表した。その中で「ジャガーとランドローバーの両ブランドの電動化を推し進めて、2030年までに両ブランドのすべてのモデルにBEVの選択肢を設定し、2039年までに排出ガス量実質ゼロの達成を目指す」「2025年にジャガーブランドの全ラインナップをBEV化する」と表明した。
これに伴い既存のエンジン車は順次廃止されることとなり、2024年6月をもってXE、XF、Fタイプが生産を終了した。Eペイス、Iペイスも同年内の生産終了が予定されており、ジャガーブランドの新車ラインナップはFペイスの1車種を残すのみとなるが、同車も新型EVの市場投入を待たずして生産終了となる可能性が示唆されており、地域によってはジャガーブランドの新車が販売されない期間が1年ほど生じる可能性もある。
2024年11月19日、ブランドロゴの全面変更を発表。同年12月2日、「マイアミアートウィーク2024」にてコンセプトモデル「タイプ00」を発表。「ゼロ・エミッション」と「（ブランドの）ゼロリセット」の意味を込めて新生ジャガーをアピールする。

## イギリス王室御用達
エリザベス2世女王、エディンバラ公、チャールズ3世国王からワラント（御用達指定）を下賜されている。またXJ（1968年 - 現在）がトニー・ブレア以降の首相専用車や、大使や高等弁務官の専用車に選ばれている。

## 車種一覧

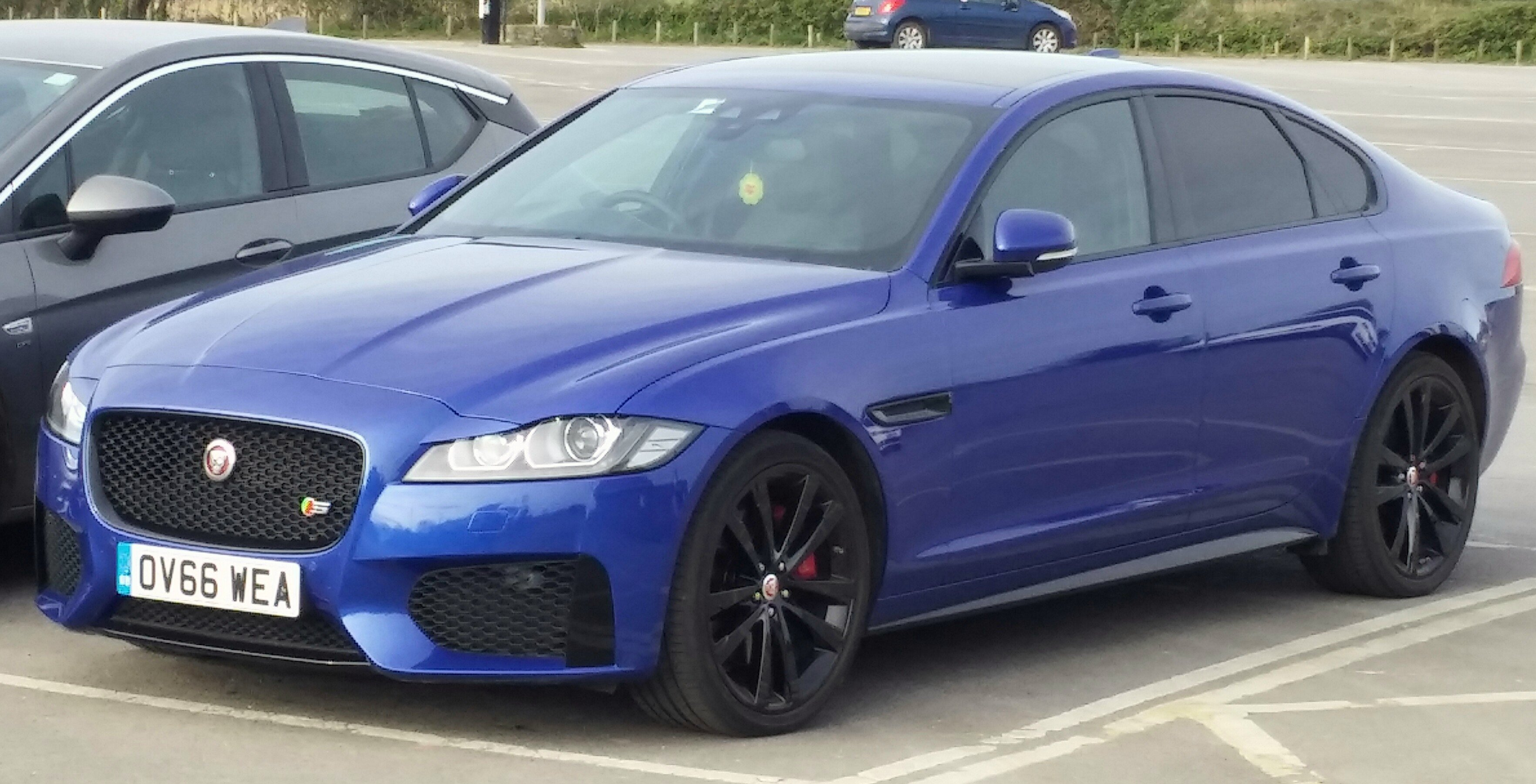
XF-S

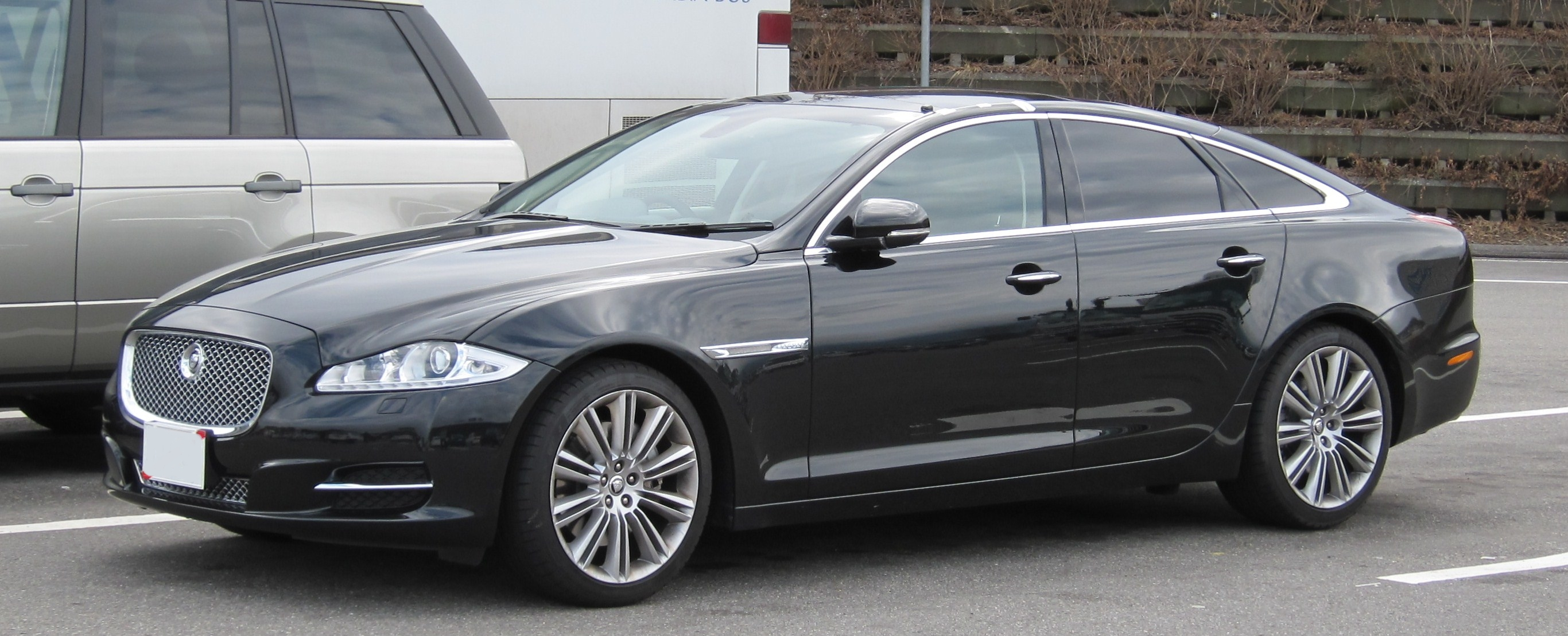
XJ

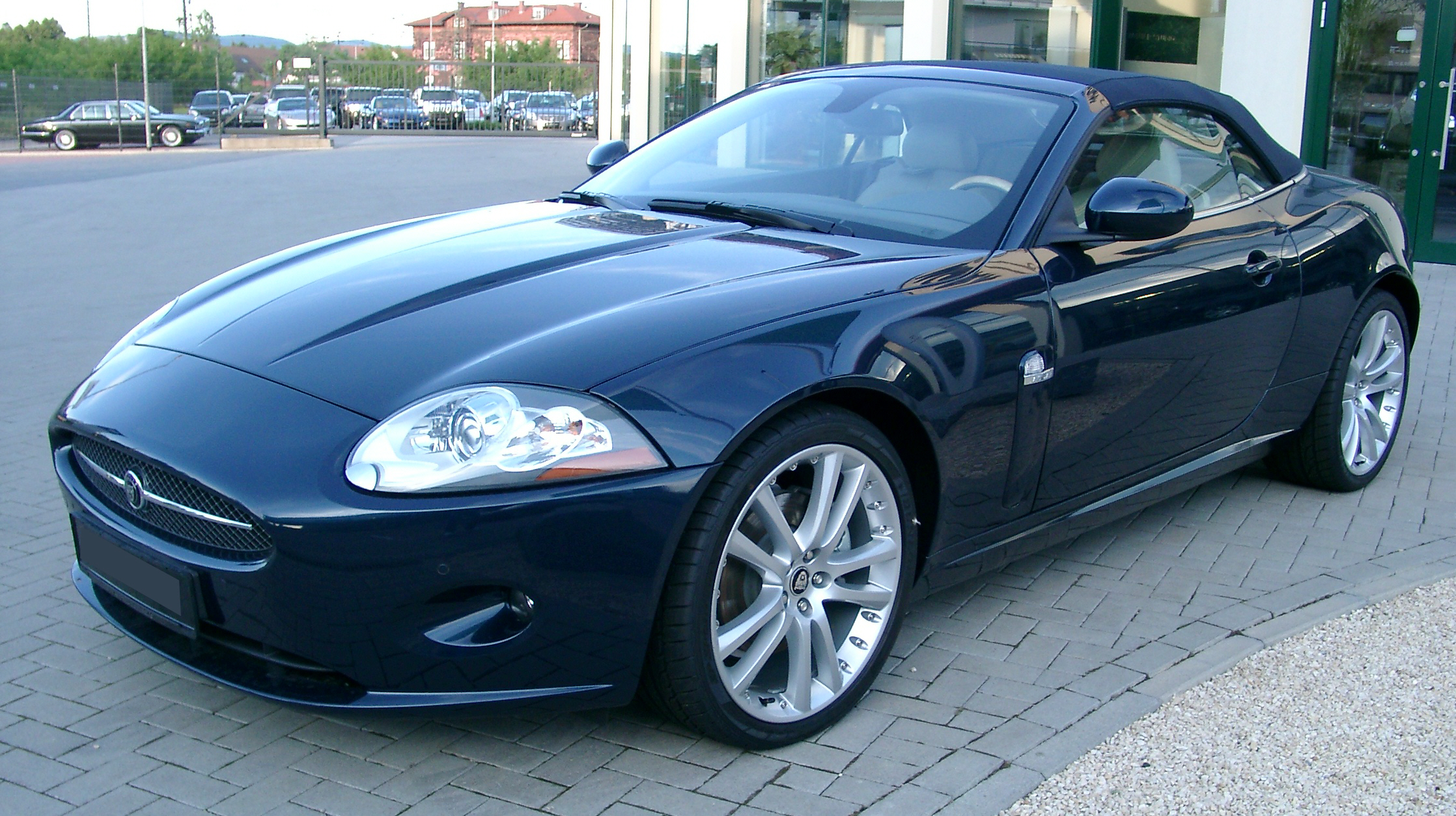
XK コンバーチブル

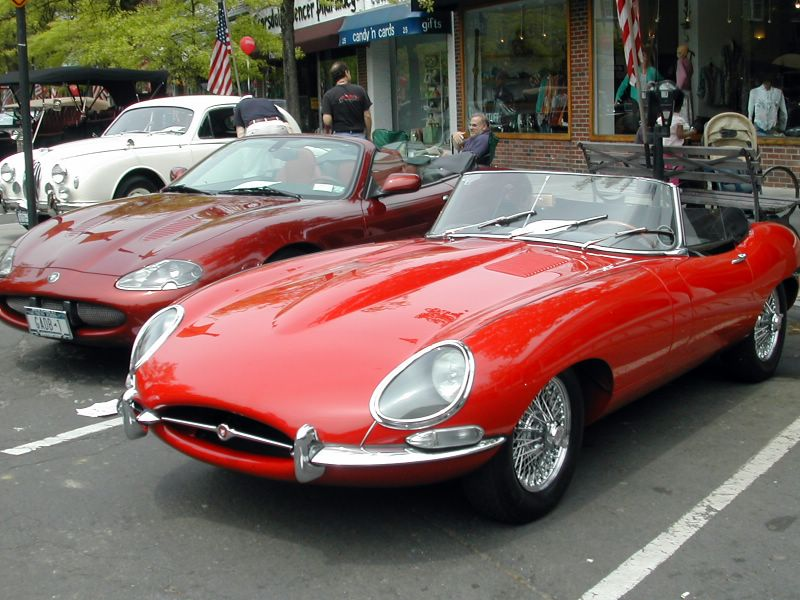
Eタイプ

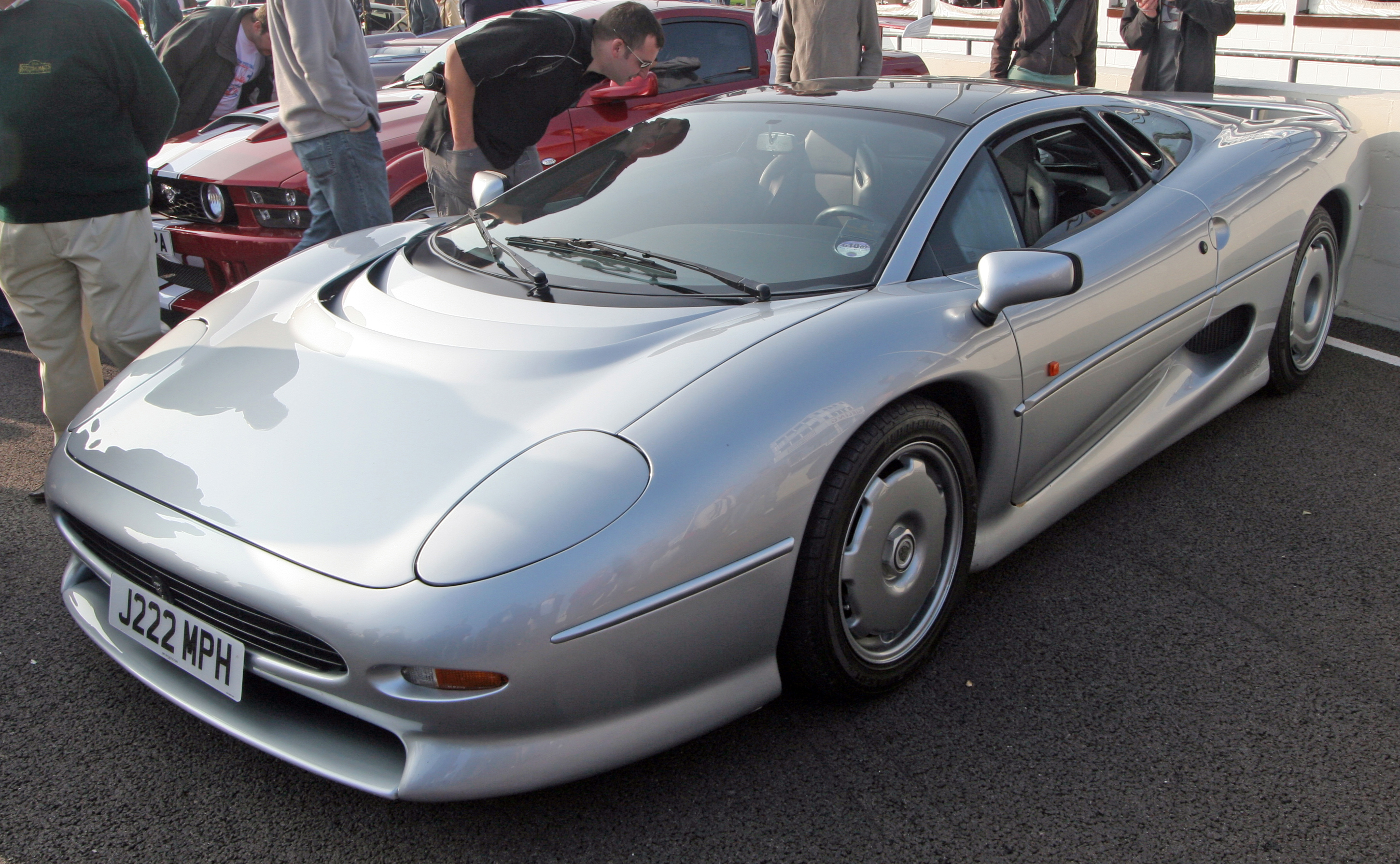
XJ220

### 現行モデル
- Fペイス
- Eペイス
- Iペイス

### デイムラー
ここではジャガー傘下に入ってからのモデルを挙げる。
- デイムラー・SP250（英語版）
- デイムラー・マジェスティック・メイジャー（英語版）
- デイムラー・DS420
- デイムラー・2.5リッター V8サルーン
- デイムラー・V8 250
- デイムラー・ダブルシックス0 → ジャガー・XJ - 同型ながら「デイムラー・マジェスティック」、「デイムラー・センティナリー」として販売された車もある。詳しくはジャガー・XJを参照のこと。
- デイムラー・4.0 → ジャガー・XJ

### 絶版モデル
- オースチン・セブン・スワロー
- SS100
- XK120
- Cタイプ
- Dタイプ
- XKSS
- XK140
- XK150
- Eタイプ（アメリカでの呼称はXK-E。Series 1~3まである）
- Mk1/Mk2(240/340含む)
- Sタイプ(初代)
- 420
- マークX/420G
- XJ220
- XJR-15
- XJS
- XK
- Sタイプ(X200系)
- Xタイプ
- XE
- XF
- XJ
- Fタイプ

## コンセプトモデル
- ピラーナ (1967)
- XJ12 (1972)
- アスコット (1977)
- XJ スパイダー (1978)
- ケンジントン (1990)
- XK180 (1998)
- Fタイプ・コンセプト (2000)
- Rクーペ (2001)
- R-D6 (2003)
- Fuore XF-10 (2003年)
- Fuore Design BlackJag (2004)
- コンセプト・エイト (2004)
- C-XF (2007)
- XJ75 プラチナム (2010)
- C-X16（英語版） (2011)
- B99 (2011)
- C-X75 (2013)
- C-X17（英語版） (2014)
- プロジェクト7(2015)
- Iペイス コンセプト
- FUTURE-TYPE コンセプト (2017)
- Project Vector (2020)
- タイプ00（英語版） (2024)

## モータースポーツ

### スポーツカーレース

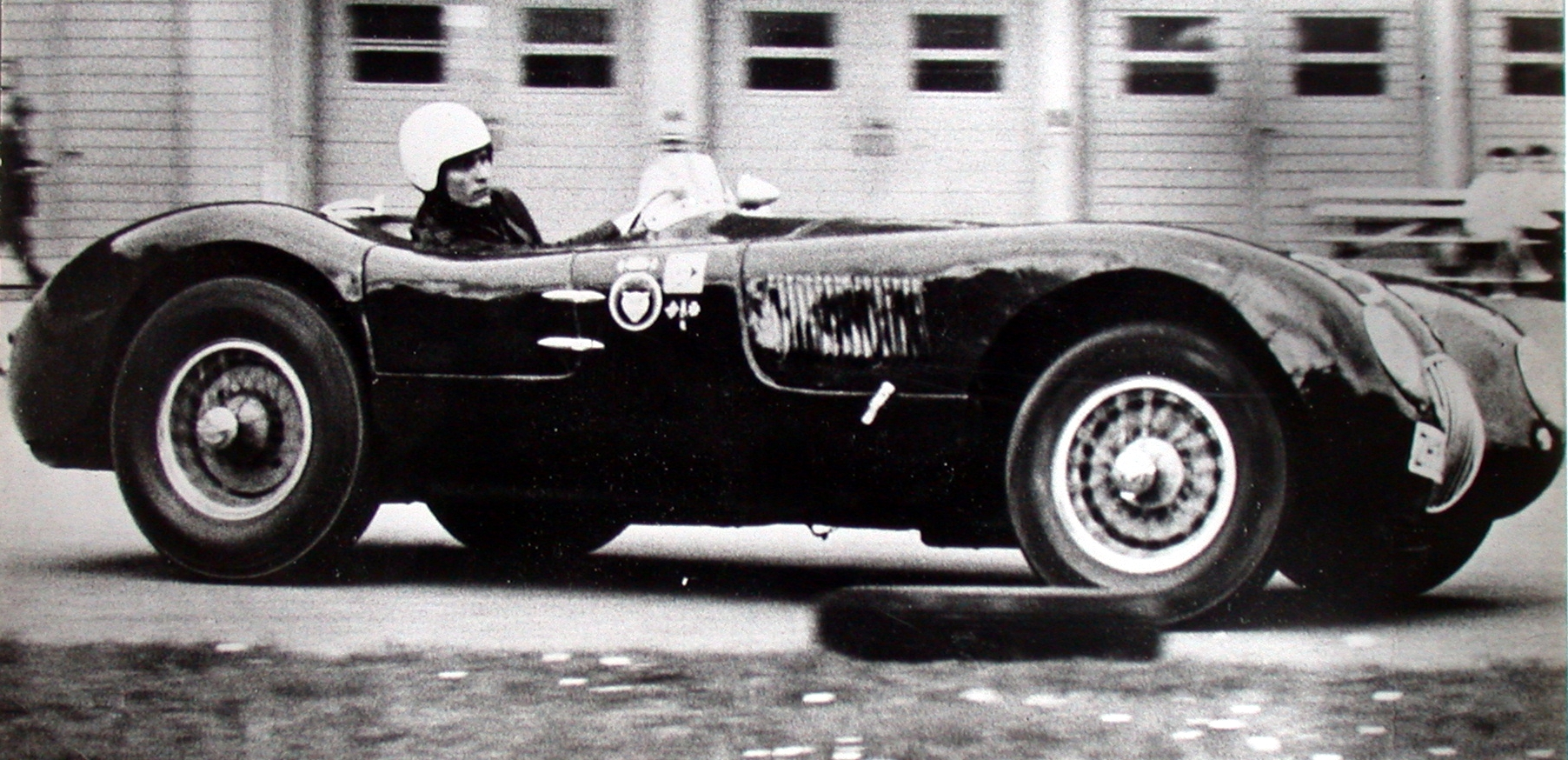
Cタイプ XKC045

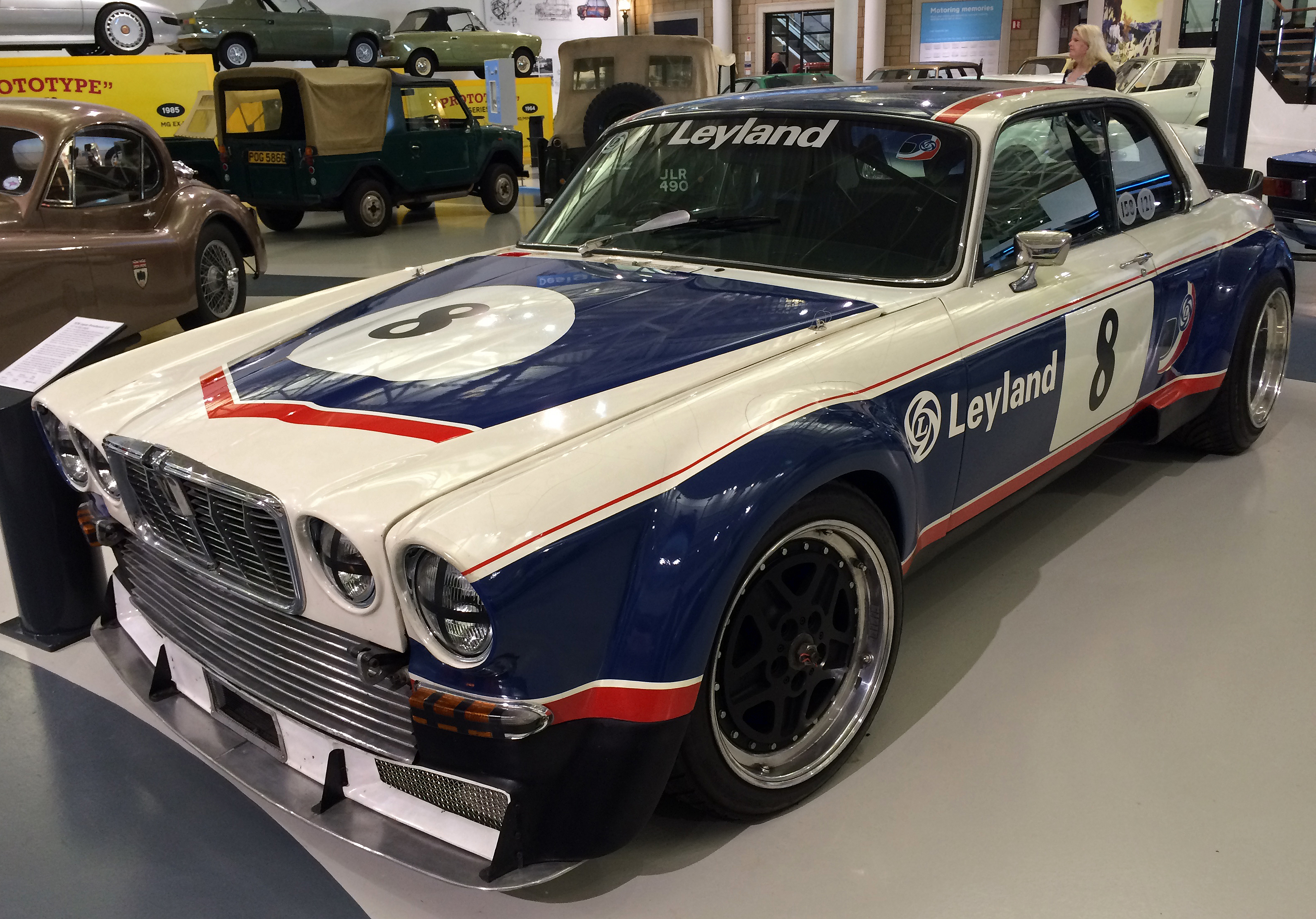
1976年ETCに参戦したXJC V12 レーシングクーペ

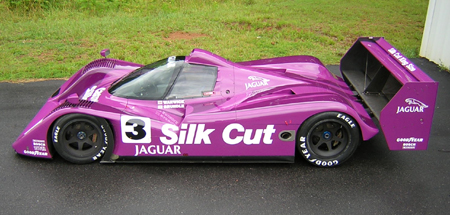
ジャガーのグループCマシンはシルクカットの紫色がシンボルだった（XJR-14）

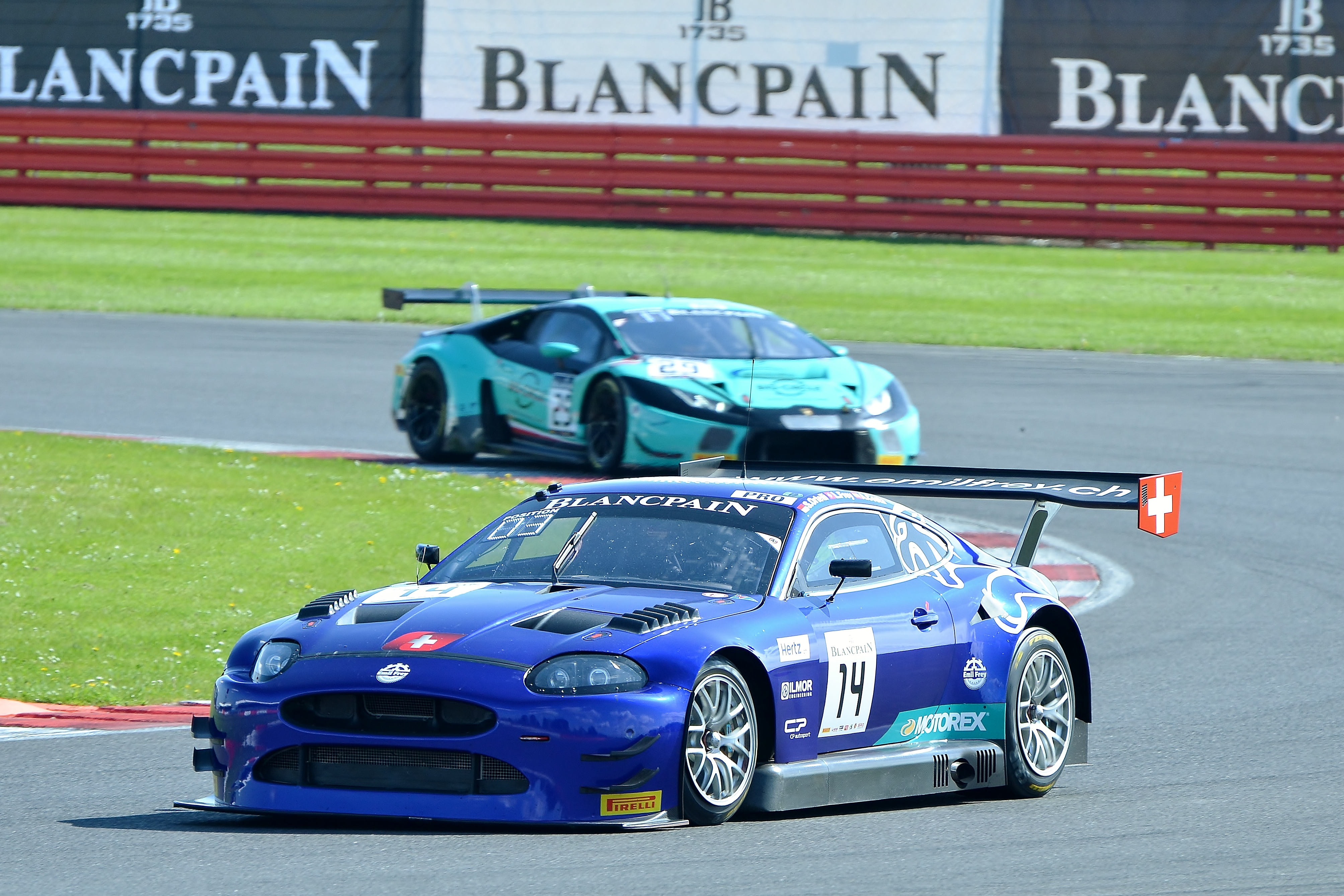
ジャガーG3 GT3

ジャガーは1950年代から、スポーツカーレース、特にル・マン24時間レースなどの耐久レースで活躍した。1951年と1953年にCタイプで、1955年から1957年までDタイプで総合優勝した。
ETC（欧州ツーリングカー選手権）でも1963年の開幕初年度にMk2でチャンピオンとなった。1984年にはトム・ウォーキンショー・レーシング（TWR）がグループA車両としては最大&最重量級となるV12エンジンのXJSを巧みに改造し、ウォーキンショー自身のドライブで当時無敵を誇ったBMW勢を破ってチャンピオンとなっている。
1980年代のグループC規定下においても、TWRがジャガーの市販車のV12自然吸気エンジンを流用した、プロトタイプレーシングカーのXJRシリーズを設計した。ターボ全盛の時代に自然吸気は不利と見られたが、V型エンジンの利点を活かして空力設計を突き詰めたマシンを開発。1987・1988年のWSPC（世界スポーツプロトタイプカー選手権）、1988年のル・マン24時間レースと1990年のル・マン24時間レースでポルシェやメルセデスを破って総合優勝を果たした。同時期は北米のIMSA GT選手権にも派生車で参戦し、1988年と1990年のデイトナ24時間レースを制覇している。
1991年には新グループC規定に適合させたXJR-14を投入。同年のSWC（スポーツカー世界選手権）を制覇し、ジャガーのプロトタイプカー挑戦の最後を飾った。なおJSPC（全日本スポーツプロトタイプカー耐久選手権）の最終戦菅生500マイルでは、SWC日本ラウンドを終えたXJR-14がスポット参戦し、圧倒的な強さでトヨタ・日産の旧規定マシンを置き去りにして勝利。ポイントシステムの関係上、トヨタがタイトルを掴みそこねてしまうという珍事があった。
マツダは1991年のル・マン制覇後、新規定に合わせたシャシーとレシプロエンジンが無かったため、XJR-14を購入してマツダ・MX-R01として参戦していた。また1996-1997年にル・マンを連覇したポルシェ・WSC95は、XJR-14の屋根を切り取って製作されたものである。
1993年ル・マンにはXJ220を改造したGTカーで参戦し、GTクラスのトップフィニッシュを果たす。だがレース後の車検で失格となり、勝利は幻となってしまった。
16年のブランクの後、2010年にXKRSのGT2車両でル・マン24時間とアメリカン・ル・マン・シリーズに参戦。しかし競争力不足でランキング最下位を争う有様で、往年の勇姿は無かった。
現在はグループGT3にG3、グループGT4規定にFタイプをそれぞれ投入している。
ジャガーが直接関わっていない例としては、英国の小規模スポーツカーメーカーであるリスターは1950年代からたびたびジャガーのエンジンを用いてレースにも参戦した。ジャガー製V12エンジンを搭載したリスター・ストームは、FIA-GT選手権や英国GT選手権のGT1クラスのチャンピオンを獲得している。
1960年代の日本グランプリのGTクラスには、プライベーターによりEタイプが持ち込まれていた。

### フォーミュラカーレース

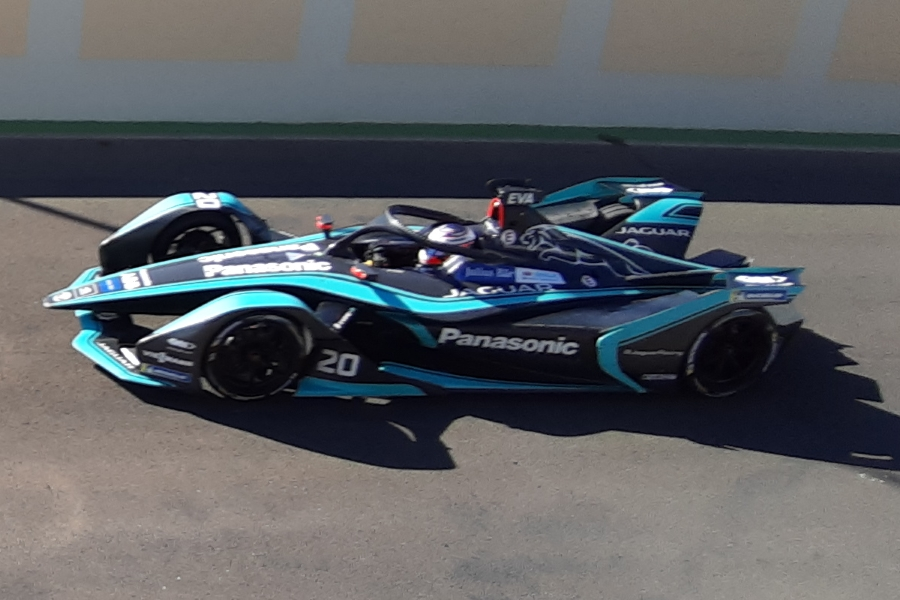
Iタイプ 4

フォード傘下時代の2000-2004年にF1にスチュワート・グランプリを買収し、ジャガー・レーシングとして参戦。しかし低調なまま5シーズンで表彰台獲得はわずか2回で終わった。これを買収したのが現在トップチームとして活躍しているレッドブル・レーシングである。
タタ傘下となった後、電気自動車で行われるフォーミュラEにも、2016-2017年シーズンからウィリアムズF1の支援を受けながら、「パナソニック・ジャガー・レーシング」として参戦。2024年4月時点、ジャガーはフォーミュラEで13勝を記録、チームランキングで 2回2位となった。ミッチ・エヴァンスが2020-2021年シーズンのドライバーズランキングで2位を獲得する活躍を見せている。

## 日本での販売

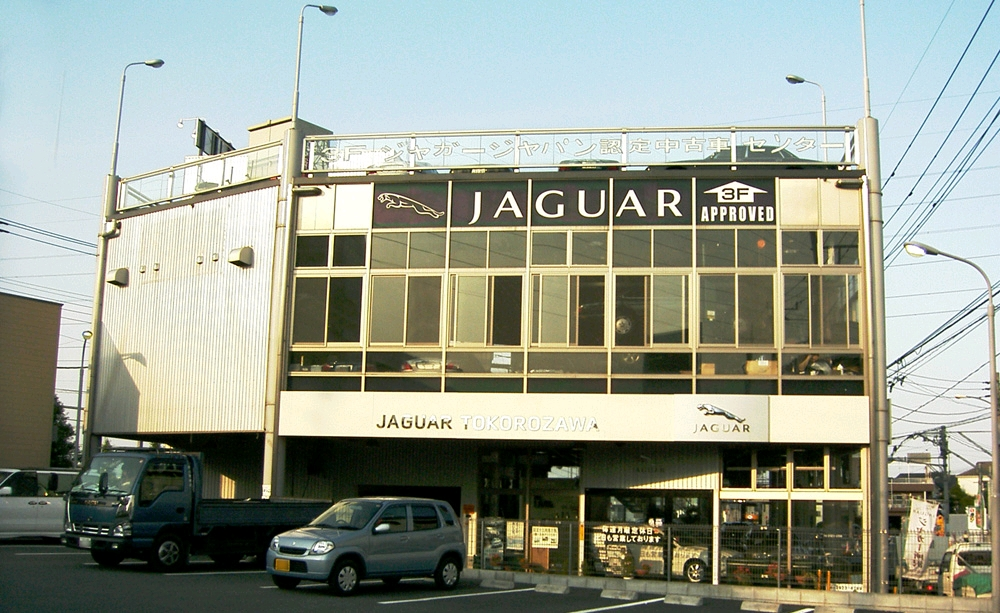
旧ジャガー所沢（ハンユウ）現在閉店済み

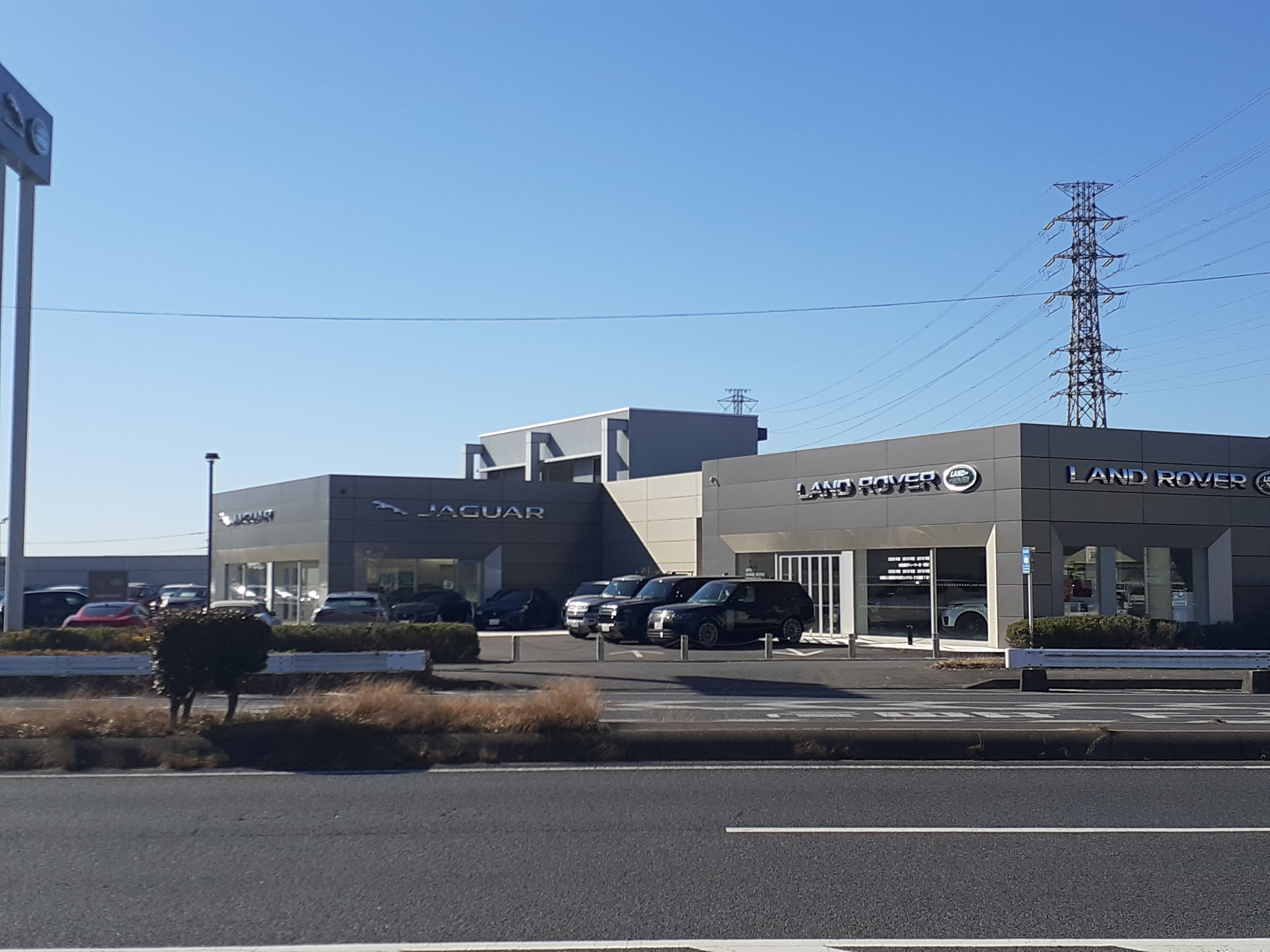
ジャガーランドローバー水戸（ミッドランズ）

「新東洋企業」(1970年代)、「オースチン・ローバー・ジャパン」（1980年代前半）など、いくつかのインポーターの変遷を経て、1986年に西武百貨店との共同出資で日本法人「ジャガージャパン株式会社」が設立された。その後1999年、西武百貨店が資本を撤退し、ジャガー・カーズ単独でジャガージャパンが運営されていたが、フォードPAGグループの発足に伴い、日本国内のPAGブランドの統括法人「ピー・エー・ジーインポート」と合併することとなった。
2005年、同じPAGブランドのランドローバーと営業部門を統合し「ジャガー&ランドローバージャパン」として運営を開始。独立店舗の他にも両ブランドの複合ショールームを展開する。
2008年3月26日、ジャガーとランドローバーがタタに約23億ドルで買収されたことに伴い、フォードPAGグループから離脱することとなり、同年10月より日本でのビジネスは「ジャガー・ランドローバー・ジャパン株式会社」が統括することとなった。
2013年から全国販売網がランドローバーとの併売店に一本化され、これに伴い規定の店舗面積を確保できなかった店舗は契約打ち切りとなった。
2014年9月17日、ジャガー日本法人はテニスの全米オープンで準優勝を果たした錦織圭をV8Fタイプのブランドアンバサダー（大使）に任命したと発表。同年11月20日には錦織選手をイメージした『KEI NISHIKORI EDITION』の発売記念イベントを開催した。
2017年、読売ジャイアンツのオフィシャルスポンサーとなり、ランドローバーと共に、監督・コーチ・選手・職員の足としてオフィシャルカー70台を貸与する。
2019年より、新グローバルCI「ARCHI」に準じた店舗デザインに改装する。

## 日本での呼称
日本では通常「ジャガー」とカタカナ表記されるが、JAGUARのイギリス英語での発音（発音 [ˈdʒægjʊə]）を音写する場合「ジャギュア」と表記するのが最も近い。アメリカ英語では「ジャグヮ」（発音 [ˈdʒægˌwɑɹ, -ˌjuɚ]）と発音する。伊丹十三が1965年に出版した『ヨーロッパ退屈日記』には「ジャギュア」というのだよという文章があり、知る人ぞ知る読み方となった。
オースチンローバージャパン（ARJ、後のローバージャパン）が輸入代理店だった1985年頃、「ジャグヮー」の表記を広告で使用したことがあったが、一般には定着せず、ジャガージャパンに輸入代理権が移ると「ジャガー」の表記に戻されている。なお自動車評論家の徳大寺有恒は「ジャグァ」という表記を使用していた。